# Защитная окраска

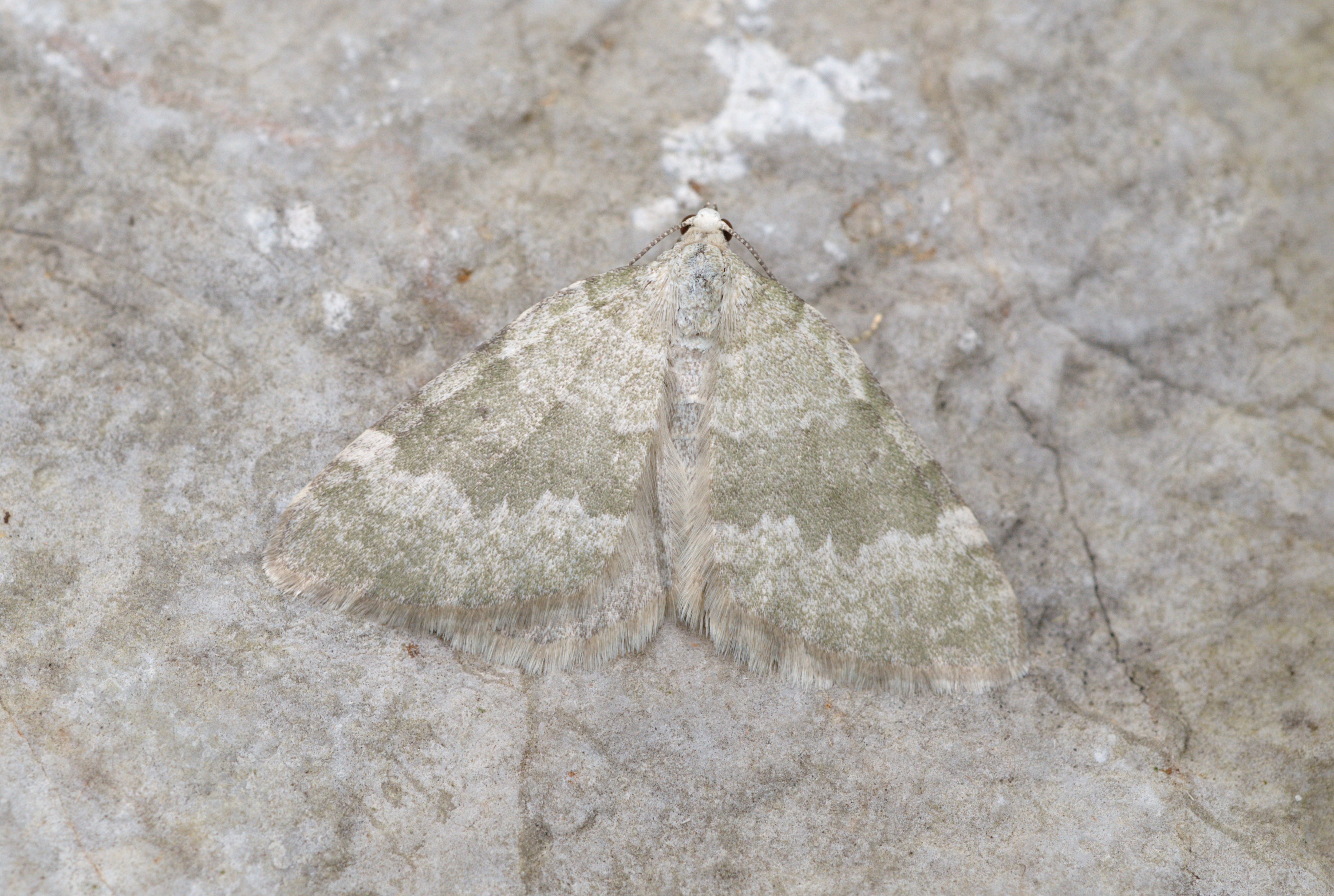
Защитная окраска бабочки Colostygia aqueata

Защитная окраска, или криптическая, маскирующая, скрывающая окраска — окраска животных, появившаяся в результате приспособления к окружающей среде; маскирующая или устрашающая расцветка. Зачастую имитирует несъедобные, ядовитые или имеющие средства защиты организмы. Сходство окраски некоторых животных с окружающей средой или другими животными (мимикрия) делает имитантов менее заметными или менее привлекательными для врагов. Защитная окраска, как и форма, являются примером действия естественного отбора.